# قاو وي جه
قاو وي جه هو ملحن صيني تخرج في  معهد الموسيقى بسيتشوان عام 1960. وشغل على التوالي مناصب عميد كلية التلحين بمعهد الموسيقى بسيتشوان وعميد كلية التلحين بمعهد الموسيقى الصيني وعضو تحرير بمجلة (الموسيقى الشعبية).

## ألحان
أبدع أو جدد مئات الألحان الموسيقية بما فيها الكثير من الألحان الصاحبة للرقصات والمسرحيات الراقصة والأفلام والمسلسلات التلفزيونية.
- القصة الماضية في المروج ، ألحان روائية.
- مأدبة ليلية في قصر شو، ألحان اوركسترا قومية
- ليلة الخريف، ألحان بيانو.
- المزمار في ليلة الربيع في مدينة لوا يانغ, ألحان محلية قومية.
- الطريق, موسيقى جماعية تجمع البيانو والكمان.